# LR Андромеды
LR Андромеды (лат. LR Andromedae), HD 1826 — двойная вращающаяся эллипсоидальная переменная звезда (ELL) в созвездии Андромеды на расстоянии приблизительно 435 световых лет (около 133 парсеков) от Солнца. Видимая звёздная величина звезды — от +7,15 до +7,1m. Орбитальный период — около 1,4323 суток.

## Характеристики
Первый компонент — белая звезда спектрального класса A3V или A5V.  Масса — около 2 солнечных, светимость — около 17,42 солнечных. Эффективная температура — около 8007 K.